# Sport Clube Vilanovense
O Sport Clube Vilanovense é um clube de futebol do concelho da Praia da Vitória, no Arquipélago dos Açores.
É filiado à AF Angra do Heroísmo, principal associação de futebol independente do arquipélago. Atualmente disputa a Terceira Divisão (Série Açores), e manda os seus jogos no Campo Municipal da Vila Nova, que possui capacidade para apenas 500 torcedores.

## Elenco
Nota: Bandeiras indicam equipe nacional, conforme definido pelas regras de elegibilidade da FIFA. Os jogadores podem ter mais de uma nacionalidade não-FIFA.
| N.º |          | Posição | Jogador       |
| --- | -------- | ------- | ------------- |
| 1   | Portugal | G       | Ricardo Paulo |
| 12  | Portugal | G       | Vítor Lopes   |
| 4   | Portugal | D       | Narciso       |
| 5   | Portugal | D       | Flávio Pina   |
| 7   | Portugal | D       | Zezinho       |
| 15  | Portugal | D       | Lourenço      |
| 23  | Portugal | D       | Tiba          |
| 6   | Portugal | M       | Sabugueiro    |
| 8   | Portugal | M       | Márcio Borba  |
| 9   | Portugal | M       | Samuel        |

| N.º |            | Posição | Jogador        |
| --- | ---------- | ------- | -------------- |
| 13  | Portugal   | M       | João Melo      |
| 17  | Cabo Verde | M       | Aricson        |
| 19  | Portugal   | M       | Bruno Mendes   |
| 20  | Portugal   | M       | Capucho        |
| 21  | Portugal   | M       | Jorge Nogueira |
| -   | Portugal   | M       | Flávio Areias  |
| 10  | Portugal   | A       | Valério        |
| 11  | Senegal    | A       | Djibril Sarr   |
| 18  | Portugal   | A       | Jardel         |